# Marco Caneira
Marco Caneira [kɐˈnɐiɾɐ] (* 9. Februar 1979 in Negrais, Sintra; eigentlich Marco António Simões Caneira) ist ein ehemaliger portugiesischer Fußballspieler.

## Karriere
In der Anfangsphase seiner Karriere wurde er häufig an andere Vereine ausgeliehen, um Spielpraxis zu sammeln. So wechselte er zum SC Salgueiros, SC Beira-Mar und FC Alverca, wo er erste Erfahrungen sammeln konnte.
Caneira debütierte in der portugiesischen Nationalmannschaft und wurde von António Oliveira auch in den Kader für die Fußball-Weltmeisterschaft 2002 in Japan und Südkorea nominiert. Während des Turniers kam er allerdings nicht zum Einsatz, Portugal schied bereits in der Gruppenphase aus.
Nach der Weltmeisterschaft wechselte Caneira für eine Ablöse von 1.500.000 € nach Frankreich zu Girondins Bordeaux, wo er in der ersten Saison ein fester Bestandteil der Mannschaft war, die am Ende der Saison Tabellenvierter wurde. In der darauffolgenden Saison festigte Caneira seinen Platz in der ersten Elf und kam in fast jedem Pflichtspiel zum Einsatz.
Caneira wurde nicht die Fußball-Europameisterschaft 2004 im eigenen Land nominiert, weckte aber das Interesse des damaligen spanischen Meisters und UEFA-Cup-Siegers FC Valencia. Für eine Ablöse von 2.000.000 € sicherte sich Valencia die Dienste des Außenverteidigers. Im Oktober 2004 gab er sein Debüt in der Champions League, welches mit einem enttäuschenden 1:5 vor eigenem Publikum gegen den italienischen Spitzenklub Inter Mailand endete. Während seiner Zeit in Valencia gelang ihm aber auch Positives, darunter sein erstes Tor in einem Ligaspiel gegen Real Saragossa.
Nachdem er in der Hinrunde der Saison 2004/2005 nicht mehr so häufig wie zuvor zum Einsatz gekommen war, kehrte Caneira auf Leihbasis zu Sporting Lissabon zurück. Dort konnte er sich für die Fußball-Weltmeisterschaft 2006 empfehlen, für welche er von Luiz Felipe Scolari nominiert wurde. Im letzten Gruppenspiel gegen Mexiko spielte er über die gesamten 90 Minuten.
Zur Saison 2007/2008 kehrte Caneira zum FC Valenca zurück, da sein Leihvertrag auslief. Er kam regelmäßig zum Einsatz, nicht nur im Verein. In der Nationalmannschaft bekam Caneira so viel Einsatzzeit wie noch nie zuvor und hatte seinen Anteil daran, dass sich Portugal für die Fußball-Europameisterschaft 2008 qualifizieren konnte, für die er allerdings nicht berücksichtigt wurde.
2008 beendete er sein Kapitel in Spanien vorerst und kehrte erneut zu Sporting Lissabon zurück, für die er mittlerweile bereits zum dritten Mal unter Vertrag stand.
Von 2011 bis 2015 spielte Caneira in der ersten ungarischen Liga für den Videoton FC.

## Erfolge

### Verein
- Portugiesischer Pokalsieger: 1999, 2007
- UEFA-Super-Cup-Sieger: 2004
- Spanischer Pokalsieger: 2008
- Portugiesischer Supercup-Sieger: 2008
- Portugiesischer Ligapokal-Finalist: 2009

### Nationalmannschaft
- Teilnahme an Weltmeisterschaft: 2002, 2006